# Panneau d'indication d'une route à accès réglementé en France
Le  panneau d'une route à accès réglementé   est, en France, un panneau de signalisation carré à fond bleu, bordé d’un listel blanc, portant en son centre  un pictogramme de couleur blanche représentant un véhicule. Il indique à l’usager de la route que l'espace situé au-delà du panneau est une voie à accès réglementé. Il est codifié C107. La fin d'une voie à accès réglementé est signalée à l'aide du panneau C108.

## Usage

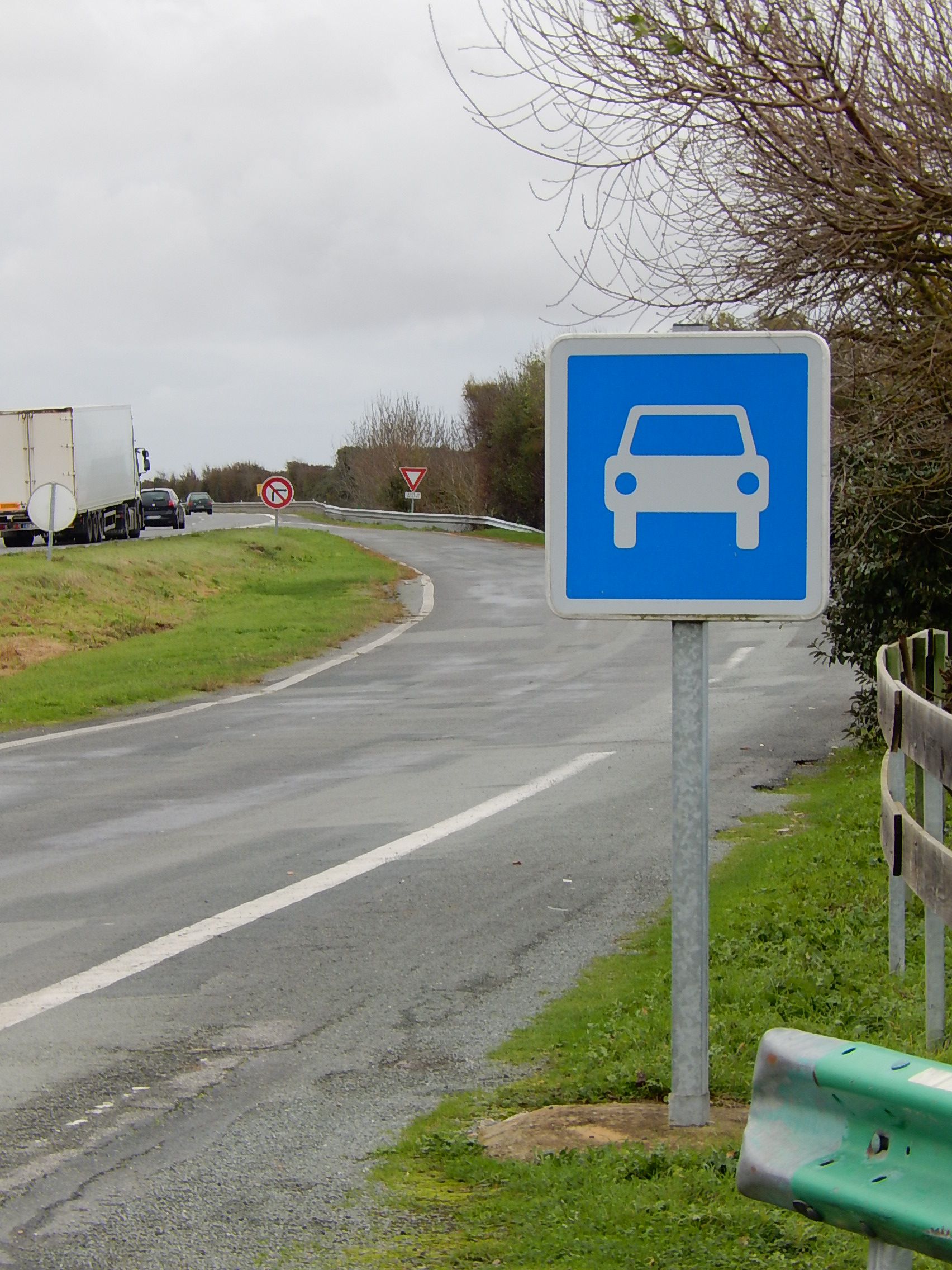
Panneau C107 à Yves (Charente-Maritime), à la sortie d'une aire de repos.

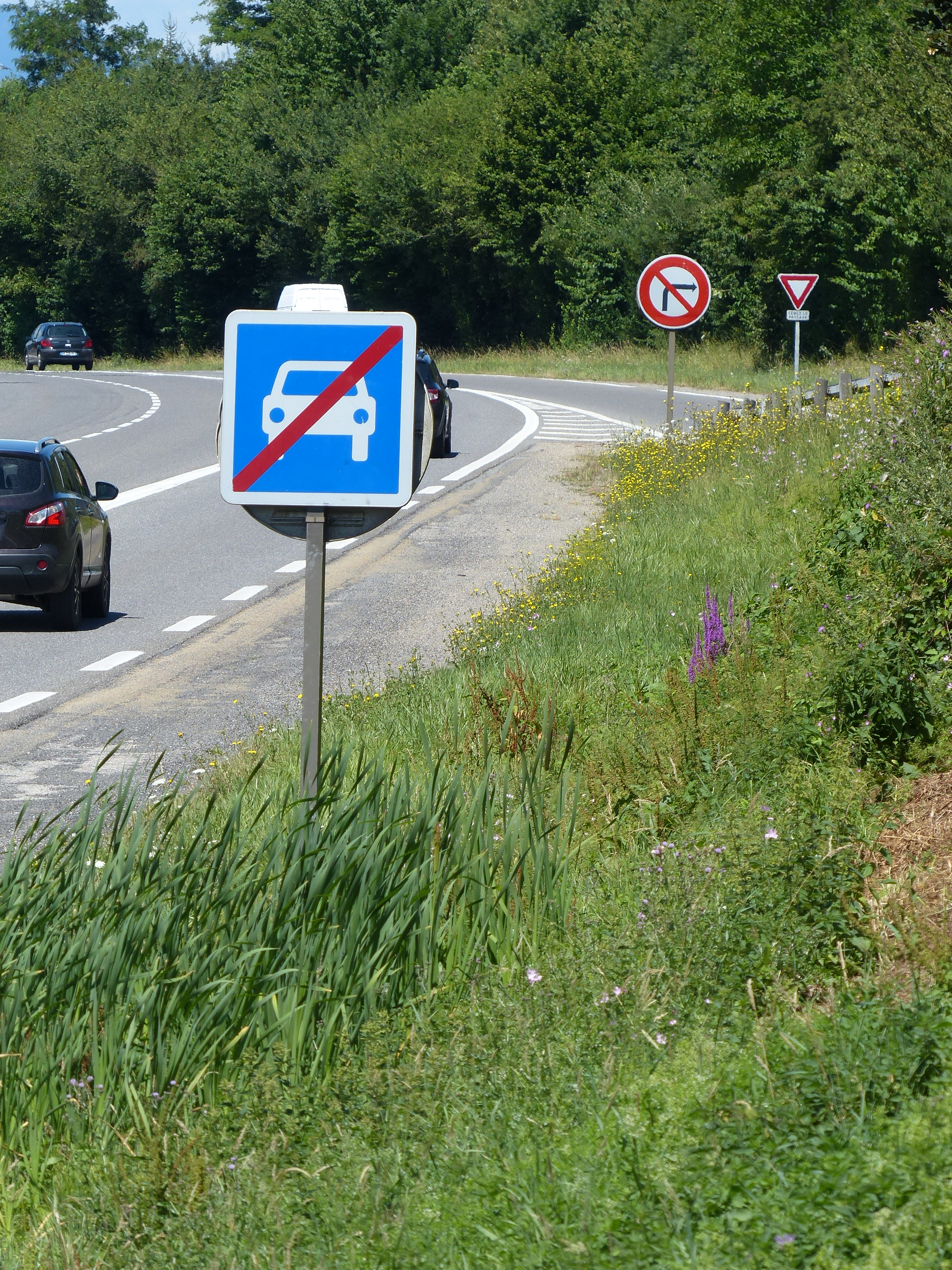
Panneau C108 sur la D903, Cranves-Sales, Haute-Savoie.

La signalisation des sections de route à accès réglementé est obligatoire et faite à l'aide du panneau C107. Celui-ci doit être implanté en signalisation de position. Il peut être complété par un panonceau M3. Il doit être complété par les panonceaux M10a si l’accès à la route à accès réglementé se fait par un échangeur, M10b si les échangeurs sont numérotés, ainsi que M11a si l’autorité compétente a autorisé l’utilisation de cette route par des usagers ou véhicules qui n’en ont généralement pas le droit (par exemple, les cyclistes s'il y a une bande cyclable aménagée en bordure de chaussée, ou les véhicules agricoles).
Le panneau C107 doit être implanté en présignalisation ; il peut être complété par un panonceau M3 (flèche directionnelle désignant la voie) ou M1 (distance en mètres). Il doit être complété par les panonceaux M10a (numéro de référence de la route dans un cartouche coloré) si l’accès à la route à accès réglementé se fait par un échangeur, M10b (symbole d'échangeur et numéro de sortie) si les échangeurs sont numérotés, ainsi que M11a (symbole du véhicule et texte "type de véhicule autorisé") si l’autorité compétente a autorisé par dérogation l’utilisation de cette route par des usagers ou véhicules qui n’en ont généralement pas le droit. Le panonceau M10a peut compléter le panneau C107 si l’accès à la route à accès réglementé se fait par la section courante.
Le panonceau M10a peut compléter le panneau C107 si l’accès à la route à accès réglementé se fait par la section courante. il est facultatif dans le cas des aires d'arrêt sortant et entrant à nouveau sur la voie réglementée sans autre intersection avec une autre voie publique (la présence du panneau C107 est cependant justifié en sortie de la section d'arrêt si celle-ci est accessible depuis une autre voie privée, un chemin agricole ou piétonnier). De même le panonceau M1 indiquant la distance d'effet est facultative si elle est la même que la signalisation par défaut, soit 50 mètres en agglomération et 150 mètres hors agglomération.
La signalisation de la fin des sections de route à accès réglementé est obligatoire. Elle doit être assurée au moyen du panneau C108. Il doit être implanté en signalisation de position sur une bretelle de sortie ou à la fin de la section de route à accès réglementé. Il peut être complété par un panonceau M3. Le panneau C108 peut être implanté en présignalisation. Il doit alors être complété par un panonceau M1 ou M3.

## Caractéristiques
Il existe sept gammes de dimensions pour les panneaux d'indication C107 et C108, de forme carrée, contrairement aux autres familles de panneaux triangulaires, ronds ou le STOP qui en comprennent cinq. Les deux dimensions complémentaires sont les dimensions dites « supérieure » (1 200 mm de côté nominal) et « exceptionnelle » (1 500 mm de côté nominal).

## Implantation
Les panneaux C107 et C108 peuvent être subordonnés à une ou plusieurs décisions règlementaires édictées par les autorités compétentes.

### Distance latérale
Sauf contrainte de site, la distance entre l'aplomb de l'extrémité du panneau situé du côté de la chaussée et la rive voisine de cette extrémité ne doit pas être inférieure à 0,70 m.
En rase campagne, les panneaux sont placés en dehors de la zone située en bord de chaussée et traitée de telle façon que les usagers puissent y engager une manœuvre de redirection ou de freinage dite « zone de récupération », ou leur support au minimum à 2 m du bord voisin de la chaussée, à moins que des circonstances particulières s'y opposent (accotements étroits, présence d'une plantation, d'une piste cyclable, d'une voie ferrée, etc.).

### Hauteur au-dessus du sol
En rase campagne, la hauteur règlementaire est fixée en principe à 1 m (si plusieurs panneaux sont placés sur le même support), cette hauteur est celle du panneau inférieur, hauteur assurant généralement la meilleure visibilité des panneaux frappés par les feux des véhicules. Elle peut être modifiée compte tenu des circonstances locales soit pour assurer une meilleure visibilité des panneaux, soit pour éviter qu'ils masquent la circulation.
En agglomération, lorsqu’il y a un éclairage public, les panneaux peuvent être placés à une hauteur allant jusqu'à 2,30 m pour tenir compte notamment des véhicules qui peuvent les masquer, ainsi que de la nécessité de ne gêner qu'au minimum la circulation des piétons.

### Position de la face
Le plan de face avant d'un panneau implanté sur accotement ou trottoir doit être légèrement incliné de 3 à 5° vers l'extérieur de la route afin d'éviter le phénomène de réflexion spéculaire qui peut, de nuit, rendre le panneau illisible pendant quelques secondes.

## Visibilité de nuit
Les panneaux et panonceaux de signalisation doivent être visibles et garder le même aspect de nuit comme de jour. Les signaux de danger sont tous rétroréfléchissants ou éventuellement dans certaines conditions définies ci-dessous, éclairés.
Les revêtements rétroréfléchissants doivent avoir fait l'objet, soit d'une homologation, soit d'une autorisation d'emploi à titre expérimental. La rétroréflectorisation porte sur toute la surface des panneaux et panonceaux à l'exception des parties noires ou grises.

### Ouvrages utilisés
- Marina Duhamel-Herz, Un demi-siècle de signalisation routière : naissance et évolution du panneau de signalisation routière en France, 1894-1946, Paris, Presses École Nationale Ponts Chaussees, décembre 1994, 151 p. (ISBN 978-2-85978-220-7 et 2-85978-220-6)
- Marina Duhamel-Herz, Jacques Nouvier, La signalisation routière en France : de 1946 à nos jours, Paris, AMC Editions, novembre 1998, 302 p. (ISBN 978-2-913220-01-0 et 2-913220-01-0)